# Freio a disco

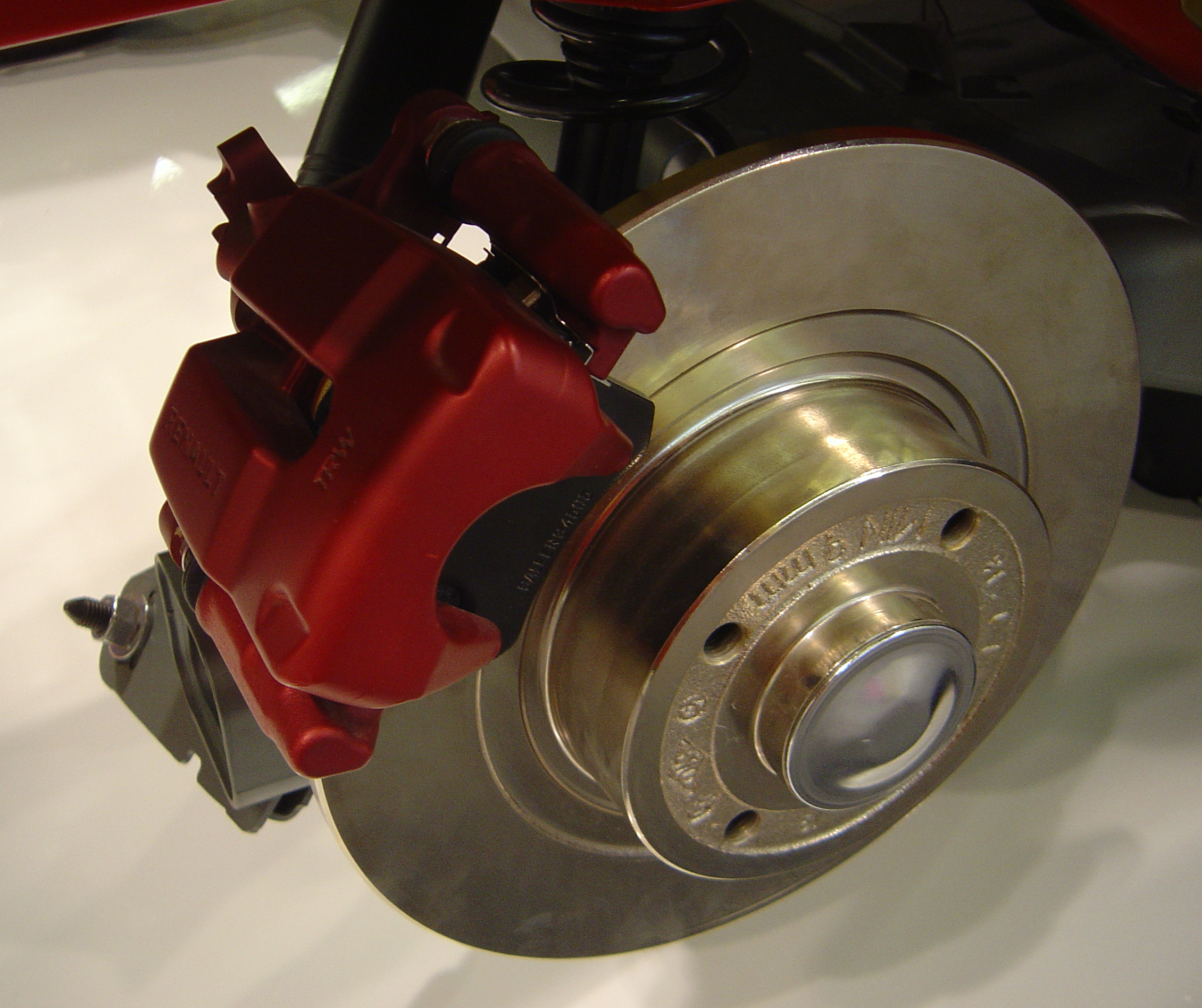
Nos automóveis, os freios a disco são normalmente localizados dentro da roda

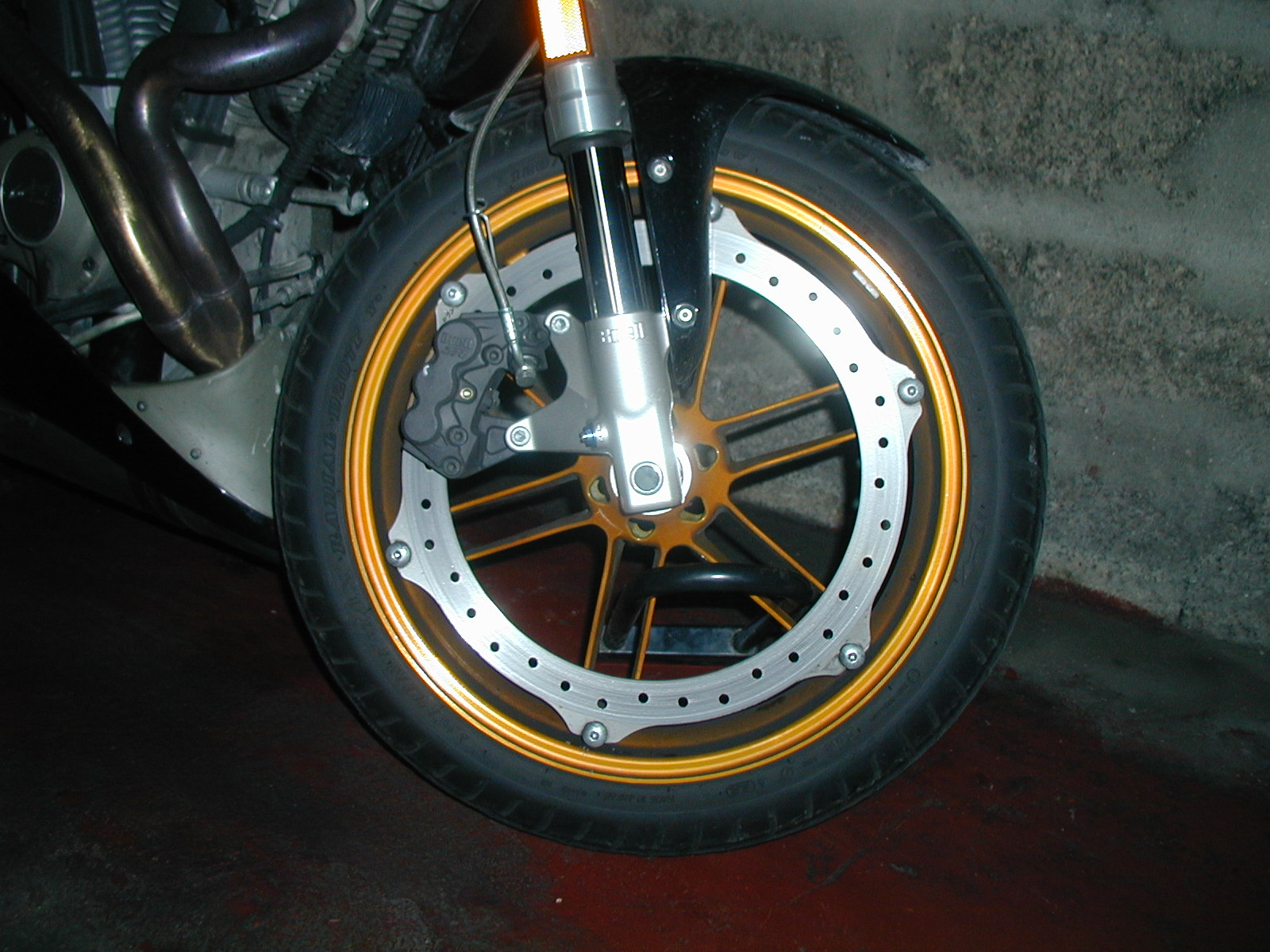
Disco de freio invertido numa motocicleta Buell

O freio a disco (português brasileiro) ou travão de disco (português europeu) é uma máquina de conversão de energia cinética em calor por meio da fricção. Sua eficiência é medida pela sua capacidade de dissipar o calor gerado. Um freio a disco, feito geralmente de ferro fundido ou materiais cerâmicos (como carbono, kevlar e sílica), é conectado à roda ou ao eixo. Para parar a roda, um material de fricção na forma de pastilhas de freio (montadas em um dispositivo chamado pinça) é forçado mecânica, hidráulica, pneumática ou eletromagneticamente contra os dois lados do disco. A fricção faz com que o disco e a roda fixada a ele desacelerem ou parem.

## História
Os freios a tambores tinham problemas com a dissipação de calor em altas velocidades e perda de eficiência em poças de água, mesmo após ter sido revolucionário.
Para aprimorar os sistemas de frenagem, em meados de 1890 foi idealizado o freio a disco, mas só em 1898, umas das primeiras versões foram utilizadas pelo inventor norte americano Elmer Ambrose Sperry num carro elétrico onde a pastilha era forçada contra o disco por meio eletromagnético. Tendo seu inicialmente montados na fabricante de carros campactos Crosley Corporation no ano de 1948. Os carros ingleses e franceses começaram a serem produzidos com discos de freio em escala industrial nos anos de 1950 e os americanos nos anos 1960.
A pressão hidráulica para acionamento do sistema é gerada através do cilindro mestre, acionado pelo condutor. O reservatório de fluido garante o fornecimento de fluido quando aumenta a absorção devido ao desgaste das pastilhas. O equilíbrio da pressão quando não é aplicado o freio é dado pelo furo de compensação. Há dois tipos de cilindro mestre: simples e duplo. Logo há vários tipos de circuito de freio:
- Cilindro mestre simples: a saída do cilindro alimenta todos os freios simultaneamente, logo um vazamento acarreta a perda total do freio
- Cilindro mestre duplo por eixo: cada saída alimenta um eixo.
- Cilindro mestre duplo cruzado: uma saída alimenta a roda dianteira esquerda e a traseira direita e a outra saída alimenta as rodas restantes. Neste caso o pistão primário do cilindro tem curso útil igual ao secundário e o raio de rolagem deverá ser negativo na suspensão dianteira.

## Sistemas de freio a disco
Há dois tipos de sistemas de freio a disco: fixos e flutuantes. Os fixos possuem pistões em ambos os lados, que quando acionados encostam as pastilhas no disco, já os flutuantes empurra o pistão e encosta a pastilha interna contra o disco de freio e ao mesmo tempo a pinça movimenta-se para trás do pistão. Apresenta construção mais compacta. Os principais componentes do freio a disco são: Disco, Conjunto de Pinça e Pastilha.